# Las Tres Villas
Las Tres Villas község Spanyolországban, Almería tartományban. Lakosainak száma 574 fő (2024).

## Földrajza
Las Tres Villas Alboloduy, Canjáyar, Ohanes, Abla, Baza és Nacimiento községekkel határos.

## Népesség
A település lakosságának változását az alábbi diagram mutatja:
| Lakosok száma | 601  | 632  | 581  | 656  | 706  | 583  | 625  | 568  | 564  | 574  |
|               | 2001 | 2004 | 2006 | 2009 | 2011 | 2014 | 2016 | 2019 | 2021 | 2024 |